# Нюрба
Нюрба́ (якут. Ньурба) — город, административный центр Нюрбинского района Республики Саха (Якутии) Российской Федерации, образует городское поселение город Нюрба.

## Этимология
Название от наименования эвенкийского рода Нюрмаган — «имеющий стрелы».

## География
Нюрба расположена на левом берегу Вилюя в 600 км от Якутска (812 км по автодорогам). Средняя высота над уровнем моря — 119 м.
Климат
| Показатель                           | Янв.  | Фев.  | Март  | Апр.  | Май   | Июнь | Июль | Авг.  | Сен. | Окт.  | Нояб. | Дек.  | Год   |
| ------------------------------------ | ----- | ----- | ----- | ----- | ----- | ---- | ---- | ----- | ---- | ----- | ----- | ----- | ----- |
| Абсолютный максимум, °C              | 0,0   | 1,1   | 9,5   | 18,4  | 30,0  | 35,2 | 35,1 | 34,1  | 32,8 | 16,1  | 3,9   | 0,0   | 35,2  |
| Средний суточный максимум, °C        | −31,1 | −25,5 | −11,7 | −0,2  | 10,6  | 20,2 | 23,3 | 19,7  | 10,5 | −3,5  | −21   | −29,5 | −3,2  |
| Средняя температура, °C              | −35   | −30,9 | −19,5 | −6,4  | 5,5   | 14,3 | 17,2 | 13,4  | 5,0  | −7,6  | −25,3 | −33,4 | −8,6  |
| Средний суточный минимум, °C         | −40,1 | −37,5 | −28,5 | −15,1 | −1,3  | 6,5  | 9,4  | 6,0   | −1,1 | −12,9 | −30,9 | −38,2 | −15,4 |
| Абсолютный минимум, °C               | −61   | −58,9 | −50   | −42,2 | −18,9 | −6   | −1,6 | −13,8 | −20  | −38,9 | −55   | −60,8 | −61   |
| Норма осадков, мм                    | 24,6  | 11,9  | 15,8  | 15,3  | 53,6  | 66,6 | 65,5 | 60,8  | 50,6 | 48,3  | 30,4  | 15,8  | 459,2 |
| Источник: Архив климатических данных |       |       |       |       |       |      |      |       |      |       |       |       |       |

## История
Первое поселение возникло в середине XVIII века. В 1958 году Нюрба приобрела статус посёлка городского типа. С 26 сентября 1997 года Нюрба является городом республиканского значения.
В советские времена село играло роль центра освоения алмазных месторождений Якутии, здесь базировалась Амакинская геологоразведочная экспедиция, также был известен крупнейший на Дальнем Востоке и в Сибири Нюрбинский вертолётный авиаотряд.

## Городское поселение
Статус и границы городского поселения установлены Законом Республики Саха (Якутия) от 30 ноября 2004 года N 173-З N 353-III «Об установлении границ и о наделении статусом городского и сельского поселений муниципальных образований Республики Саха (Якутия)».

## Население
| 1939    | 1959    | 1970    | 1979    | 1989    | 1996    | 2000    |
| ------- | ------- | ------- | ------- | ------- | ------- | ------- |
| 1962    | ↗6612   | ↗10 044 | ↗10 580 | ↗11 934 | ↘11 500 | ↘11 000 |
| 2001    | 2002    | 2006    | 2007    | 2008    | 2009    | 2010    |
| →11 000 | ↘10 309 | ↘10 000 | ↘9900   | ↘9700   | ↘9474   | ↗10 157 |
| 2011    | 2012    | 2013    | 2014    | 2015    | 2016    | 2017    |
| ↘10 121 | ↘9976   | ↘9915   | ↗9952   | ↘9908   | ↗9918   | ↘9850   |
| 2018    | 2019    | 2020    | 2021    | 2022    | 2023    |         |
| ↘9786   | ↘9708   | ↘9694   | ↗10 138 | ↘10 115 | ↘10 055 |         |

## Инфраструктура
В Нюрбе базируется крупнейший после «АЛРОСА» налогоплательщик республики «АЛРОСА-Нюрба». (ликвидирован) В Нюрбе также находится автодорожное предприятие ОАО «Вилюйавтодор», охватывающее все три Вилюйских улуса.
Основу экономики города составляют предприятия местной промышленности — производство строительных материалов, пищевые предприятия, предприятия лёгкой промышленности и другие.
Через город проходит автомобильная дорога федерального значения «Вилюй». Действует аэропорт и речная пристань. Имеется драматический театр.
В городе работает 3D-кинотеатр. Функционирует с 21 марта 2013 года.

## Достопримечательности
- Памятник воинам — землякам, погибшим в годы Великой Отечественной войны (1941—1945 гг.) в городском парке культуры и отдыха.
- Памятник-бюст Н. Н. Чусовскому на улице Степана Васильева в Нюрбе.